# 信交風潮
民十信交風潮，是1921年（民國10年）上海濫設信託公司與交易所，以及買賣交易所股票導致的股災，簡稱信交風潮。繼10年前的橡皮股票風潮之後，上海的又一次股災。

## 背景
第一次世界大戰時繁榮的中國工商業戰後蕭條，市場上有大量閒散資金，而中國政府正為緩解財政困難增發公債，促進交易所和信託公司興辦。
1920年7月1日上海證券物品交易所開業，由股票商業公會改組成立了上海華商證券交易所；為中國繼1918年開業的北平證券交易所、1921年5月開業的上海華商證券交易所之後的第三家。
1921年5月至12月，各行業相繼成立136家交易所，僅11月就新設38家交易所，只有10家經農商部合法正式立案；5月至7月間成立12家華商信託公司。股票價格飛漲，引發了互炒股票的投機潮。
1921年8月起，開始有信託公司經營失敗而倒閉。1921年底歲末年初年關將近，一些銀行和錢莊收緊銀根，借款投機股票者資金運轉不靈，最終導致證券價格暴跌，大批交易所的信託公司倒閉。12月僅新設立1家交易所。
1922年4月風潮平息時，上海的華商交易所僅存6家，華商信託公司僅存2家。

## 影響
信交風潮引發社會動盪，人們不信任股票交易，許多資金轉向公債。北洋政府加強監管以補救市場失靈問題，1929年10月頒布《交易所法》及其施行細則，1935年頒布《修正交易所法》